# Gnathophausia longispina
Gnathophausia longispina är en kräftdjursart som beskrevs av Georg Ossian Sars 1884. Gnathophausia longispina ingår i släktet Gnathophausia och familjen Lophogastridae. Inga underarter finns listade i Catalogue of Life.